# Centros para el Control y Prevención de Enfermedades
Los Centros para el Control y Prevención de Enfermedades (en inglés: Centers for Disease Control and Prevention, o por sus siglas, CDC) es la agencia nacional de salud pública de Estados Unidos. Es una agencia federal norteamericana que está bajo la dirección del Departamento de Salud y Servicios Humanos y tiene su sede en Atlanta (Georgia).
El principal objetivo de la agencia es la protección de la salud pública mediante el control y la prevención de enfermedades, lesiones y discapacidades tanto en Estados Unidos como a nivel mundial. En el ámbito nacional el CDC centra su atención en desarrollar y aplicar un control y prevención en cuanto a las enfermedades. Se centra particularmente en enfermedades infecciosas, patógenos transmitidos por alimentos, salud ambiental, seguridad y salud laboral, promoción de la salud, prevención de lesiones y actividades educativas, diseñadas estas útilmas para mejorar la salud de los ciudadanos de Estados Unidos. El CDC también realiza investigaciones y proporciona información sobre enfermedades no infecciosas, como la obesidad y la diabetes. Así mismo, es miembro fundador de la Asociación Internacional de Institutos Nacionales de Salud Pública.
La actual directora de los Centros para el Control y Prevención de Enfermedades es Rochelle Walensky. La directora depende del Secretario de Salud y Servicios Humanos de Estados Unidos.

## Oficinas
Aparte de las oficinas de Druid Hills, los CCPEEU tienen otras diez oficinas a lo largo de Estados Unidos y en Puerto Rico: Anchorage, Cincinnati, Fort Collins, Hyattsville, Morgantown (Virginia Occidental), Pittsburgh, Research Triangle Park; San Juan (Puerto Rico), Spokane (Washington) y Washington D.C.[cita requerida]

## Directores
El presidente de los Estados Unidos nombra el director del CDC y no requiere la aprobación del Senado. El director del CDC puede ser despedido por el presidente en cualquier momento.
El CDC o sus agencias anteriores ha tenido 16 directores.
- Louis L. Williams, Jr., MD (1942–1943)
- Mark D. Hollis, ScD (1944–1946)
- Raymond A. Vonderlehr, MD (1947–1951)
- Justin M. Andrews, ScD (1952–1953)
- Theodore J. Bauer, MD (1953–1956)
- Robert J. Anderson, MD, MPH (1956–1960)
- Clarence A. Smith, MD, MPH (1960–1962)
- James L. Goddard, MD, MPH (1962–1966)
- David J. Sencer, MD, MPH (1966–1977)
- William H. Foege, MD, MPH (1977–1983)
- James O. Mason, MD, MPH (1983–1989)
- William L. Roper, MD, MPH (1990–1993)
- David Satcher, MD, PhD (1993–1998)
- Jeffrey P. Koplan, MD, MPH (1998–2002)[9]
- Julie Gerberding, MD, MPH (2002–2008)
- Thomas R. Frieden, MD, MPH (2009–2023)[5]
- Mandy Cohen (2023–2025)[10]